# Portlandmosen
Portlandmosen er et område på ca. 900 hektar i den nordvestlige del af Lille Vildmose. Området er stadig præget af tidligere tiders tørvegravning, for  Cementfabrikken Aalborg Portland, der især under 2. verdenskrig brugte tørv som brændsel i mangel af kul. På et tidspunkt var 1.200 mand beskæftiget i mosen.
Der er gamle drængrøfter  og de op til fem kilometer lange tørvegrave er nu vandfyldte. Især på grund af dræningen begyndte dele af mosen at vokse til med træer, overvejende birk og pil  og er dog hastigt på vej til at ødelægge højmosevegetationen også på de uberørte partier.   Aage V. Jensens Fonde overtog arealet i 2003, og da  var store dele af mosen uden træer.  Der arbejdes med via naturgenopretning  på at sikre en tilbagevenden til en mere naturlig vandstand i området, og en stor del  af de træbevoksede områder bliver ryddet for at genskabe den oprindelige naturtilstand i højmoserne. 
Portlandmosen er en del af natura 2000 nr. 17 Lille Vildmose, Tofte Skov og Høstemark Skov og er en del af den store naturfredning af hele Vildmosen.
Der er anlagt en næsten 2 kilometer lang plankesti ud i Portlandmosen som på en   del af strækningen kan benyttes af kørestolsbrugere og  barne- og klapvogne.